# Cafés Merling
Cafés Merling est une entreprise française active dans le marché du café. Elle a été fondée à La Rochelle (Charente-Maritime) par Vincent Merling en 1979.

## Présentation
En 1979, Vincent Merling, alors commercial chez Rank Xerox décide de créer sa société de torréfaction avec pour objectif de coupler la vente de café à une offre de service avec la fourniture des percolateurs et leur maintenance.
Au début des années 1990, l'entreprise se développe en proposant la mise en place de machines à café automatiques dans les entreprises. En 2014, cette activité représente 80 % du chiffre d'affaires de l'entreprise.